# Rogfast
Rogfast ist ein im Bau befindlicher Unterwasserstraßentunnel zwischen den norwegischen Gemeinden Randaberg (nördlich der Stadt Stavanger) und Bokn im norwegischen Bezirk Rogaland. Der Hauptteil von Rogfast ist der 26,7 Kilometer lange Tunnel unter dem Boknafjord, der zum längsten Straßentunnel (vor dem Lærdalstunnel, ebenfalls in Norwegen) und damit auch zum längsten Unterwasserstraßentunnel der Erde werden soll. Er wird bis zu 392 Meter unter dem Meeresspiegel verlaufen und damit den ebenso norwegischen Ryfylketunnel als bisher tiefstgelegenen Tunnel der Erde (Stand: 2022) um 100 Meter übertreffen. Zum Projekt gehört auch eine Anschlussverbindung zur Inselgemeinde Kvitsøy. Die Kosten des Projekts werden auf 20,6 Milliarden Kronen (rund 1,94 Milliarden Euro) geschätzt (Stand: Dezember 2020).
Der Bau des Tunnels begann am 4. Januar 2018, nachdem ihn das norwegische Parlament im Mai 2017 genehmigt hatte; er soll 2033 abgeschlossen sein (Planungsstand 2022). Rogfast wird Teil der Europastraße 39 entlang der Westküste Norwegens sein und ist das erste große Vorhaben innerhalb des Projekts Ferjefri E39 („Fährenfreie E 39“), das einen Ersatz aller Fährverbindungen auf dieser Route zwischen Kristiansand und Trondheim vorsieht.

## Name
Rogfast ist eine Abkürzung für die norwegische Bezeichnung „Rogaland fastforbindelse“, was mit „Rogaland Fest(land)verbindung“ übersetzt werden kann.